# Wolica-Kolonia (powiat opolski)
Wolica-Kolonia – wieś w Polsce położona w województwie lubelskim, w powiecie opolskim, w gminie Karczmiska. Leży nad rzeką Kowalanką dopływem Chodelki.
| SIMC    | Nazwa    | Rodzaj    |
| ------- | -------- | --------- |
| 1065214 | Wydzirów | część wsi |

W latach 1975–1998 miejscowość administracyjnie należała do ówczesnego województwa lubelskiego.
Wieś stanowi sołectwo gminy Karczmiska,

## Historia
W końcu XIX wieku dwa folwarki, które istniały w Wolicy stały się podstawą utworzenia dwóch kolonii włościańskich.
W 1921 roku wieś dzieliła się na trzy części: Wolice wieś liczącą 46 domów i 362 mieszkańców. Wolicę I kolonię z 15 domami i 92 mieszkańcami oraz Wolicę II kolonię z 24 domami i 151 mieszkańcami.